# 松本雅彦
松本 雅彦（まつもと まさひこ、1937年7月1日 - 2015年）は、日本の医学者・精神科医。専門は精神病理学。元京都光華女子大学教授。元日本精神病理・精神療法学会理事長。

## 略歴
名古屋市に生まれる。1964年京都大学医学部卒業。大阪・阪本病院勤務、1972年京都大学医学部精神科助手、講師を経て京都大学医療技術短期大学部教授、京都府立洛南病院院長、京都光華女子大学教授を経て、稲門会いわくら病院勤務（非常勤） 。

## 学会
- 日本精神病理学会元理事長、名誉会員

| 学職                        | 学職                                             | 学職                          |
| --------------------------- | ------------------------------------------------ | ----------------------------- |
| 先代 木村敏 1992年 - 2001年 | 日本精神病理・精神療法学会理事長 2002年 - 2004年 | 次代 村上靖彦 2004年 - 2010年 |

## 著書
- 『精神病理学とは何だろうか』星和書店（1996）
- 『こころのありか ― 分裂病の精神病理』日本評論社（1998）
- 『言葉と沈黙 ― 精神科の臨床から』日本評論社（2008）
- 『日本の精神医学この五〇年』みすず書房、2015年

### 編集
- 『精神分裂病 臨床と病理 1』人文書院（1998）
- 『発達障害という記号』批評社（2008）
- 『死の臨床 ― 高齢精神障害者の生と死』批評社（2011）

### 訳書
- モード・マノーニ『反-精神医学と精神分析』人文書院（1974）
- ピエール・ジャネ『心理学的医学』みすず書房（1982）
- モード・マノーニ『母と子の精神分析』人文書院（1984）
- ジョン・G. ガンダーソン（英語版）『境界パーソナリティ障害 — その臨床病理と治療』岩崎学術出版社（1989）
- ハロルド・F・サールズ（英語版）『逆転移 (分裂病精神療法論集)』みすず書房（1991）
- L. チオンピ『感情論理』学樹書院（1994）
- ピエール・ジャネ『症例マドレーヌ ― 苦悶から恍惚へ』みすず書房（2007）
- ピエール・ジャネ『被害妄想 ― その背景の諸感情』みすず書房（2010）
- ピエール・ジャネ『解離の病歴』みすず書房（2011）
- ピエール・ジャネ『心理学的自動症 ― 人間行動の低次の諸形式に関する実験心理学試論』みすず書房（2013）

## 関連人物
- 宮本忠雄
- 笠原嘉
- 中井久夫
- 木村敏
- 安永浩
- 村上靖彦
- 中安信夫